# Kesklinn

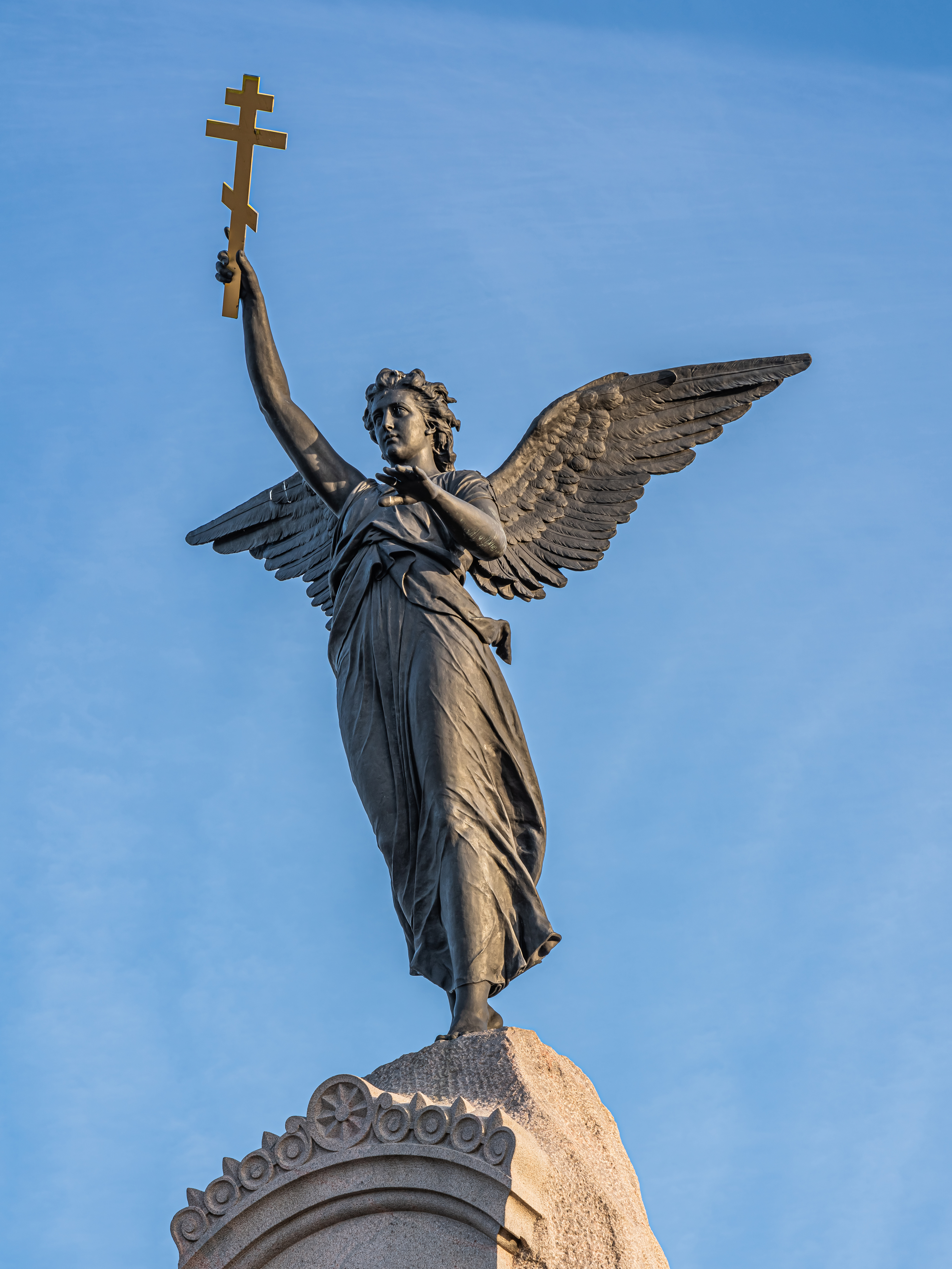
Tượng thiên thần ở Đài tưởng niệm Russalka

Kesklinn là một quận của thủ đô Tallinn, Estonia. Quận này có Phố cổ Tallinn, di sản thế giới UNESCO. Quận này nằm bên vịnh Tallinn và giáp phía tây bắc bởi quận Põhja-Tallinn, phía tây giáp Kristiine, phía tây nam giáp với Nõmme, phía đông giáp với Lasnamäe và Pirita, phía nam giáp với Rae Parish, qua hồ Ülemiste. Đảo Aegna, nằm trong vịnh Tallinn, thuộc quản lý của quận. Quận có diện tích 30,6 km2 (11,8 dặm vuông Anh) dân số 49.454 người (thời điểm ngày 1 tháng 6 năm 2010); mật độ dân số là 1.616,1/km2 (4.186/sq mi).

## Phân chia hành chính
Quận này được chia thành 21 phó quận (asumid): (tiếng Estonia: asum): Aegna, Juhkentali, Kadriorg, Kassisaba, Keldrimäe, Kitseküla, Kompassi, Luite, Maakri, Mõigu, Raua, Sadama, Sibulaküla, Südalinn, Tatari, Tõnismäe, Torupilli, Ülemistejärve, Uus Maailm, Vanalinn và Veerenni.